# Llista de topònims de Castellet i la Gornal
Llista de topònims (noms propis de lloc) del municipi de Castellet i la Gornal, a l'Alt Penedès
Informació actualitzada per un bot. Els canvis manuals es perdran quan s'actualitzi!

## aqüeducte
| imatge | Nom                                               | Ubicat a              | instància de   | Detalls                          | coordenades                                                                           | Protecció                                  | Commons (més fotos)                               | Dades a WD                    |
| ------ | ------------------------------------------------- | --------------------- | -------------- | -------------------------------- | ------------------------------------------------------------------------------------- | ------------------------------------------ | ------------------------------------------------- | ----------------------------- |
|        | Aqüeducte de les Aigües a Vilanova i la Geltrú    | Castellet i la Gornal | aqüeducte      | Estil: arquitectura popular 1856 | 41° 15′ 46″ N, 1° 38′ 25″ E / 41.26265°N,1.64027°E ca:Pantà de Foix. Est de Castellet | bé integrant del patrimoni cultural català |                                                   | Modifica les dades a Wikidata |
|        | Aqüeducte de les Aigües a Vilanova i la Geltrú II | Castellet i la Gornal | aqüeducte pont | Estil: arquitectura popular      | 41° 15′ 23″ N, 1° 39′ 15″ E / 41.25628°N,1.65406°E ca:Damunt carretera BV-2115        | bé integrant del patrimoni cultural català | Aqüeducte de les Aigües a Vilanova i la Geltrú II | Modifica les dades a Wikidata |

## arbre singular
| imatge | Nom                                  | Ubicat a              | instància de   | Detalls                        | coordenades                                                                                  | Protecció | Commons (més fotos) | Dades a WD                    |
| ------ | ------------------------------------ | --------------------- | -------------- | ------------------------------ | -------------------------------------------------------------------------------------------- | --------- | ------------------- | ----------------------------- |
|        | olivera de l’església de Sant Esteve | Castellet i la Gornal | arbre singular | Taxon: olivera (Olea europaea) | 41° 17′ 19″ N, 1° 38′ 24″ E / 41.28856°N,1.64004°E ca:Església de Sant Esteve                |           |                     | Modifica les dades a Wikidata |
|        | pi de l’Altet                        | Castellet i la Gornal | arbre singular |                                | 41° 16′ 51″ N, 1° 38′ 17″ E / 41.28072°N,1.63819°E ca:Horts de la Riera. Sud de les Masuques |           |                     | Modifica les dades a Wikidata |

## barraca de vinya
| imatge | Nom                                      | Ubicat a              | instància de     | Detalls      | coordenades                                                                                              | Protecció | Commons (més fotos) | Dades a WD                    |
| ------ | ---------------------------------------- | --------------------- | ---------------- | ------------ | --- | --------- | ------------------- | ----------------------------- |
|        | Barraca 2 del Fondo de la Magina         | Castellet i la Gornal | barraca de vinya |              | 41° 14′ 41″ N, 1° 35′ 50″ E / 41.24482°N,1.59734°E ca:Fondo de la Magina. Nord-oest de Rocallisa         |           |                     | Modifica les dades a Wikidata |
|        | Barraca 2 els Obiots                     | Castellet i la Gornal | barraca de vinya |              | 41° 14′ 19″ N, 1° 35′ 26″ E / 41.23852°N,1.59058°E ca:Rocallisa. Sud de Rocallisa                        |           |                     | Modifica les dades a Wikidata |
|        | Barraca La Plana                         | Castellet i la Gornal | barraca de vinya |              | 41° 16′ 37″ N, 1° 38′ 36″ E / 41.27692°N,1.64321°E ca:La Plana. Nord de Castellet                        |           |                     | Modifica les dades a Wikidata |
|        | Barraca Les Casetes                      | Castellet i la Gornal | barraca de vinya |              | 41° 14′ 23″ N, 1° 34′ 56″ E / 41.23977°N,1.58214°E ca:Depuradora de les Casetes. Oest de Rocallisa       |           |                     | Modifica les dades a Wikidata |
|        | Barraca la Bertrana                      | Castellet i la Gornal | barraca de vinya |              | 41° 14′ 28″ N, 1° 36′ 05″ E / 41.24109°N,1.6015°E ca:La Bertrana. Est de Rocallisa                       |           |                     | Modifica les dades a Wikidata |
|        | barraca de la Magina                     | Castellet i la Gornal | barraca de vinya |              | 41° 14′ 39″ N, 1° 35′ 35″ E / 41.24425°N,1.59297°E ca:Fondo de la Magina. Nord-oest de Rocallisa         |           |                     | Modifica les dades a Wikidata |
|        | barraca de la Serra de la Casota         | Castellet i la Gornal | barraca de vinya |              | 41° 16′ 32″ N, 1° 38′ 44″ E / 41.27556°N,1.64563°E ca:Bosc de la Serra de la Casota. Oest de Torrelletes |           |                     | Modifica les dades a Wikidata |
|        | barraca del Bosc de la Bertrana          | Castellet i la Gornal | barraca de vinya |              | 41° 14′ 25″ N, 1° 36′ 09″ E / 41.24039°N,1.60252°E ca:Cal Villano. Sud-oest de Rocallisa                 |           |                     | Modifica les dades a Wikidata |
|        | barraca del Fondo de la Magina           | Castellet i la Gornal | barraca de vinya |              | 41° 14′ 41″ N, 1° 35′ 44″ E / 41.24462°N,1.59546°E ca:Fondo de la Magina. Nord-oest de Rocallisa         |           |                     | Modifica les dades a Wikidata |
|        | barraca del Mariano                      | Castellet i la Gornal | barraca de vinya |              | 41° 16′ 31″ N, 1° 38′ 38″ E / 41.27518°N,1.64379°E ca:Bosc de la Serra de la Casota. Oest de Torrelletes |           |                     | Modifica les dades a Wikidata |
|        | barraca del Pujol dels Llops             | Castellet i la Gornal | barraca de vinya |              | 41° 15′ 07″ N, 1° 39′ 51″ E / 41.25203°N,1.66429°E ca:Fondo de Carçosa. Sud-est de Castellet             |           |                     | Modifica les dades a Wikidata |
|        | barraca del Solei                        | Castellet i la Gornal | barraca de vinya |              | 41° 16′ 46″ N, 1° 38′ 03″ E / 41.27931°N,1.63413°E ca:Vinyes del Solei. Oest de Torrelletes              |           |                     | Modifica les dades a Wikidata |
|        | barraca del Solei                        | Castellet i la Gornal | barraca de vinya | 20th century | 41° 16′ 32″ N, 1° 38′ 14″ E / 41.27562°N,1.63735°E ca:Camps del Solei. Nord de Castellet                 |           |                     | Modifica les dades a Wikidata |
|        | barraca del bosc del Corral              | Castellet i la Gornal | barraca de vinya |              | 41° 16′ 21″ N, 1° 37′ 55″ E / 41.27238°N,1.63186°E ca:Bosc del Corral de Rafeques. Nord de Castellet     |           |                     | Modifica les dades a Wikidata |
|        | barraca del bosc del Corral del Rafeques | Castellet i la Gornal | barraca de vinya |              | 41° 16′ 23″ N, 1° 37′ 58″ E / 41.27298°N,1.6328°E ca:Bosc del Corral de Rafeques. Nord de Castellet      |           |                     | Modifica les dades a Wikidata |
|        | barraca del fondo de la Carçosa          | Castellet i la Gornal | barraca de vinya |              | 41° 14′ 52″ N, 1° 39′ 53″ E / 41.24771°N,1.66481°E ca:Fondo de la Carçosa. Sud-est de Castellet          |           |                     | Modifica les dades a Wikidata |

## cabana
| imatge | Nom                     | Ubicat a              | instància de | Detalls | coordenades                                                         | Protecció | Commons (més fotos) | Dades a WD                    |
| ------ | ----------------------- | --------------------- | ------------ | ------- | ------------------------------------------------------------------- | --------- | ------------------- | ----------------------------- |
|        | caseta del Pau de l'Oli | Castellet i la Gornal | cabana       |         | 41° 14′ 33″ N, 1° 38′ 13″ E / 41.2424804352482°N,1.63693660205407°E |           |                     | Modifica les dades a Wikidata |
|        | pallissa de Rocallisa   | Castellet i la Gornal | cabana       |         | 41° 14′ 28″ N, 1° 35′ 23″ E / 41.2410304569768°N,1.58984131996942°E |           |                     | Modifica les dades a Wikidata |

## casa
| imatge | Nom         | Ubicat a              | instància de | Detalls | coordenades                                                                                      | Protecció | Commons (més fotos) | Dades a WD                    |
| ------ | ----------- | --------------------- | ------------ | ------- | ------------------------------------------------------------------------------------------------ | --------- | ------------------- | ----------------------------- |
|        | Cal Joanet  | Castellet i la Gornal | casa         |         | 41° 18′ 21″ N, 1° 36′ 13″ E / 41.30586°N,1.60352°E ca:Els Pous. Sud de Sant Marçal               |           |                     | Modifica les dades a Wikidata |
|        | Cal Mario   | Castellet i la Gornal | casa         |         | 41° 15′ 49″ N, 1° 38′ 06″ E / 41.26371°N,1.63491°E ca:Carrer del castell, 18. Nucli de Castellet |           |                     | Modifica les dades a Wikidata |
|        | Cal Masover | Castellet i la Gornal | casa         |         | 41° 16′ 40″ N, 1° 39′ 11″ E / 41.27773°N,1.6531°E ca:Carrer nou, 13. Nucli de Torrelletes        |           |                     | Modifica les dades a Wikidata |
|        | el Serral   | Castellet i la Gornal | casa         |         | 41° 17′ 51″ N, 1° 37′ 32″ E / 41.297388398297°N,1.62543862640733°E                               |           |                     | Modifica les dades a Wikidata |

## castell
| imatge | Nom                      | Ubicat a              | instància de | Detalls                                          | coordenades                                                                        | Protecció                                            | Commons (més fotos)  | Dades a WD                    |
| ------ | ------------------------ | --------------------- | ------------ | ------------------------------------------------ | ---------------------------------------------------------------------------------- | ---------------------------------------------------- | -------------------- | ----------------------------- |
|        | Castell nou de la Gornal | Castellet i la Gornal | castell      | Estil: arquitectura popular                      | 41° 15′ 06″ N, 1° 36′ 13″ E / 41.25161°N,1.603547°E 150 msnm                       | bé d'interès cultural                                |                      | Modifica les dades a Wikidata |
|        | castell de Castellet     | Castellet i la Gornal | castell      | Estil: arquitectura romànica arquitectura gòtica | 41° 15′ 53″ N, 1° 38′ 10″ E / 41.2647°N,1.63611°E ca:Castellet, carrer del Castell | bé d'interès cultural bé cultural d'interès nacional | Castell de Castellet | Modifica les dades a Wikidata |

## cementiri
| imatge | Nom                          | Ubicat a              | instància de | Detalls | coordenades | Protecció | Commons (més fotos) | Dades a WD                    |
| ------ | ---------------------------- | --------------------- | ------------ | ------- | --- | --------- | ------------------- | ----------------------------- |
|        | antic cementiri de Castellet | Castellet i la Gornal | cementiri    |         | 41° 15′ 54″ N, 1° 38′ 12″ E / 41.26501°N,1.63672°E ca:Darrera el Castell de Castellet. Nucli de Castellet                   |           |                     | Modifica les dades a Wikidata |
|        | cementiri de Castellet       | Castellet i la Gornal | cementiri    | 1866    | 41° 15′ 58″ N, 1° 38′ 20″ E / 41.26623°N,1.63878°E ca:Bosc darrere l’església de Sant Pere de Castellet. Nucli de Castellet |           |                     | Modifica les dades a Wikidata |
|        | cementiri de la Gornal       | Castellet i la Gornal | cementiri    |         | 41° 15′ 07″ N, 1° 36′ 07″ E / 41.25198°N,1.60196°E ca:Camí vell de la Gornal a Clariana. Est de La Gornal                   |           |                     | Modifica les dades a Wikidata |

## conjunt d'edificis
| imatge | Nom                           | Ubicat a              | instància de       | Detalls      | coordenades                                                                                            | Protecció | Commons (més fotos) | Dades a WD                    |
| ------ | ----------------------------- | --------------------- | ------------------ | ------------ | --- | --------- | ------------------- | ----------------------------- |
|        | Eres de Torrelletes           | Castellet i la Gornal | conjunt d'edificis |              | 41° 16′ 32″ N, 1° 39′ 05″ E / 41.27566°N,1.65139°E ca:Nucli Torrelletes                                |           |                     | Modifica les dades a Wikidata |
|        | Les Casetes de La Gornal      | Castellet i la Gornal | conjunt d'edificis |              | 41° 14′ 29″ N, 1° 34′ 49″ E / 41.24137°N,1.58019°E ca:Casetes de La Gornal. Sud del nucli de La Gornal |           |                     | Modifica les dades a Wikidata |
|        | Sínia i Safareig Cal Muntaner | Castellet i la Gornal | conjunt d'edificis | 20th century | 41° 17′ 47″ N, 1° 36′ 25″ E / 41.29649°N,1.60681°E ca:Plana de Cal Cassanyes. Sud de Sant Marçal       |           |                     | Modifica les dades a Wikidata |

## cova
| imatge | Nom                | Ubicat a              | instància de | Detalls | coordenades                                                                                                | Protecció | Commons (més fotos) | Dades a WD                    |
| ------ | ------------------ | --------------------- | ------------ | ------- | --- | --------- | ------------------- | ----------------------------- |
|        | Cova Fosca         | Castellet i la Gornal | cova         |         | 41° 15′ 54″ N, 1° 38′ 50″ E / 41.2650671935903°N,1.6472826650974°E                                         |           |                     | Modifica les dades a Wikidata |
|        | coves de la Bovera | Castellet i la Gornal | cova         |         | 41° 16′ 57″ N, 1° 39′ 48″ E / 41.2823698742769°N,1.66341597406655°E ca:Plana Barquera. Nord de Torrelletes |           |                     | Modifica les dades a Wikidata |
|        | coves de la Garsa  | Castellet i la Gornal | cova         |         | 41° 16′ 05″ N, 1° 38′ 40″ E / 41.2681491888726°N,1.64434187373924°E                                        |           |                     | Modifica les dades a Wikidata |

## creu de terme
| imatge | Nom                       | Ubicat a              | instància de                        | Detalls                     | coordenades | Protecció | Commons (més fotos) | Dades a WD                    |
| ------ | ------------------------- | --------------------- | ----------------------------------- | --------------------------- | --- | --------- | ------------------- | ----------------------------- |
|        | base de creu de Castellet | Castellet i la Gornal | creu de terme element arquitectònic | Estat: parcialment destruït | 41° 15′ 56″ N, 1° 38′ 16″ E / 41.26567°N,1.6377°E ca:Bosc darrere l’església de Sant Pere de Castellet. Nucli de Castellet |           |                     | Modifica les dades a Wikidata |
|        | creu de Montanyans        | Castellet i la Gornal | creu de terme                       | 1962                        | 41° 18′ 11″ N, 1° 37′ 10″ E / 41.30296°N,1.61935°E ca:Coster de Montanyans. Nord oest de Les Masuques                      |           |                     | Modifica les dades a Wikidata |
|        | creu de Sant Marçal       | Castellet i la Gornal | creu de terme                       | 20th century                | 41° 18′ 34″ N, 1° 36′ 08″ E / 41.30949°N,1.60236°E ca:A la carretera BV-2171 davant l’església de Sant Marçal              |           |                     | Modifica les dades a Wikidata |
|        | creu de la Talaia         | Castellet i la Gornal | creu de terme                       | 1954                        | 41° 14′ 46″ N, 1° 40′ 07″ E / 41.24616°N,1.66852°E ca:La Talaia. Est de Castellet                                          |           |                     | Modifica les dades a Wikidata |

## curs d'aigua
| imatge | Nom                | Ubicat a                                                 | instància de | Detalls                                                 | coordenades | Protecció | Commons (més fotos) | Dades a WD                    |
| ------ | ------------------ | -------------------------------------------------------- | ------------ | ------------------------------------------------------- | --- | --------- | ------------------- | ----------------------------- |
|        | Foix               | Penedès                                                  | curs d'aigua | Desemboca: mar Mediterrània Llarg: 41km Conca: 311.9km² | 41° 27′ 13″ N, 1° 32′ 48″ E / 41.453656°N,1.546799°E 41° 11′ 56″ N, 1° 40′ 36″ E / 41.19897°N,1.676569°E ca:Cubelles |           | Foix River          | Modifica les dades a Wikidata |
|        | riera de Cunit     | Castellet i la Gornal Cunit                              | curs d'aigua | Desemboca: mar Mediterrània                             | 41° 11′ 57″ N, 1° 38′ 05″ E / 41.19916667°N,1.63472222°E                                                             |           |                     | Modifica les dades a Wikidata |
|        | riera de Marmellar | Alt Camp Baix Penedès Alt Penedès província de Tarragona | curs d'aigua | Desemboca: Foix Llarg: 25km                             | 41° 25′ 02″ N, 1° 26′ 29″ E / 41.417245°N,1.441446°E 41° 16′ 01″ N, 1° 38′ 01″ E / 41.26685°N,1.633496°E             |           | Riera de Marmellar  | Modifica les dades a Wikidata |

## edifici
| imatge | Nom                                  | Ubicat a              | instància de | Detalls                                  | coordenades                                                                                             | Protecció                                  | Commons (més fotos)                   | Dades a WD                    |
| ------ | ------------------------------------ | --------------------- | ------------ | ---------------------------------------- | --- | ------------------------------------------ | ------------------------------------- | ----------------------------- |
|        | Bodegues Cassanyes                   | Castellet i la Gornal | edifici      | Estil: noucentisme 1908                  | 41° 17′ 53″ N, 1° 36′ 38″ E / 41.29815°N,1.61063°E ca:Camí de Can Cassanyes, al costat de la masia      | bé cultural d'interès local                |                                       | Modifica les dades a Wikidata |
|        | Cal Gener                            | Castellet i la Gornal | edifici      | Estil: arquitectura popular              | 41° 15′ 51″ N, 1° 38′ 08″ E / 41.26419°N,1.63552°E ca:Carrer del Castell, 32. Nucli de Castellet        | bé cultural d'interès local                | Cal Gener (Castellet i la Gornal)     | Modifica les dades a Wikidata |
|        | Cal Llaveries                        | Castellet i la Gornal | edifici      | Estil: arquitectura popular              | 41° 15′ 50″ N, 1° 38′ 06″ E / 41.26375°N,1.63495°E ca:Carrer del Castell, 22. Nucli de Castellet        | bé cultural d'interès local                | Cal Llaveries (Castellet i la Gornal) | Modifica les dades a Wikidata |
|        | Cal Tomàs                            | Castellet i la Gornal | edifici      | Estil: arquitectura popular 1761         | 41° 15′ 47″ N, 1° 38′ 03″ E / 41.26292°N,1.63406°E ca:Carrer del Castell, 2. Nucli de Castellet         | bé cultural d'interès local                |                                       | Modifica les dades a Wikidata |
|        | Caseta i cup del Fondo del Lluc      | Castellet i la Gornal | edifici      |                                          | 41° 14′ 22″ N, 1° 36′ 09″ E / 41.23955°N,1.60246°E ca:Fondo del Lluc. Est de Rocallisa                  |                                            |                                       | Modifica les dades a Wikidata |
|        | Conjunt de Castellet                 | Castellet i la Gornal | edifici      |                                          | 41° 15′ 49″ N, 1° 38′ 05″ E / 41.2637°N,1.6346°E ca:Nucli de Castellet                                  | bé cultural d'interès local                | Conjunt de Castellet                  | Modifica les dades a Wikidata |
|        | Conjunt de Torrelletes               | Castellet i la Gornal | edifici      | Estil: arquitectura popular              | 41° 16′ 41″ N, 1° 39′ 11″ E / 41.278°N,1.6531°E ca:Nucli de Torrelletes                                 | bé cultural d'interès local                | Torrelletes                           | Modifica les dades a Wikidata |
|        | Palau Feudal                         | Castellet i la Gornal | edifici      |                                          | 41° 15′ 52″ N, 1° 38′ 07″ E / 41.26436°N,1.63537°E ca:Carrer del Castell 27, 29, 31. Nucli de Castellet | bé cultural d'interès local                | Palau Feudal (Castellet i la Gornal)  | Modifica les dades a Wikidata |
|        | Rectoria de Castellet                | Castellet i la Gornal | edifici      | 1878                                     | 41° 15′ 54″ N, 1° 38′ 13″ E / 41.26513°N,1.63704°E ca:Nucli de Castellet                                |                                            |                                       | Modifica les dades a Wikidata |
|        | Rectoria de Sant Marçal              | Castellet i la Gornal | edifici      | 20th century                             | 41° 18′ 36″ N, 1° 36′ 10″ E / 41.30992°N,1.60269°E ca:Sant Marçal                                       |                                            |                                       | Modifica les dades a Wikidata |
|        | Societat La Gornalenca               | Castellet i la Gornal | edifici      |                                          | 41° 15′ 13″ N, 1° 35′ 31″ E / 41.25374°N,1.592°E ca:Carrer de la Porxada, 8. Nucli de la Gornal         |                                            |                                       | Modifica les dades a Wikidata |
|        | Societat Recreativa de Sant Marçal   | Castellet i la Gornal | edifici      | 1914                                     | 41° 18′ 30″ N, 1° 36′ 13″ E / 41.30837°N,1.60357°E ca:Carrer Montserrat,24. Nucli de Sant Marçal        |                                            |                                       | Modifica les dades a Wikidata |
|        | Societat Recreativa la Torrellenca   | Castellet i la Gornal | edifici      | 1908                                     | 41° 16′ 36″ N, 1° 39′ 09″ E / 41.27662°N,1.65251°E ca:Carrer de Santa Magdalena. Nucli de Torrelletes   |                                            |                                       | Modifica les dades a Wikidata |
|        | Societat de Castellet                | Castellet i la Gornal | edifici      | 1916                                     | 41° 15′ 46″ N, 1° 38′ 02″ E / 41.26282°N,1.63377°E ca:Carrer Forn, 7. Nucli de Castellet                |                                            |                                       | Modifica les dades a Wikidata |
|        | antic forn de pa de Castellet        | Castellet i la Gornal | edifici      | Estil: arquitectura popular 20th century | 41° 15′ 45″ N, 1° 38′ 01″ E / 41.262621°N,1.633618°E ca:Carrer del Forn, 7, Castellet 117 msnm          | bé cultural d'interès local                | Antic forn de pa de Castellet         | Modifica les dades a Wikidata |
|        | edifici de l'antiga fàbrica de vidre | Castellet i la Gornal | edifici      | Estil: arquitectura eclèctica            | 41° 18′ 02″ N, 1° 36′ 55″ E / 41.30058°N,1.61528°E ca:Camí de Can Cassanyes                             | bé integrant del patrimoni cultural català | Edifici de l'antiga fàbrica de vidre  | Modifica les dades a Wikidata |

## element arquitectònic
| imatge | Nom                          | Ubicat a              | instància de                  | Detalls | coordenades                                                                                           | Protecció | Commons (més fotos) | Dades a WD                    |
| ------ | ---------------------------- | --------------------- | ----------------------------- | ------- | --- | --------- | ------------------- | ----------------------------- |
|        | Fita de terme                | Castellet i la Gornal | element arquitectònic fita    |         | 41° 15′ 04″ N, 1° 36′ 19″ E / 41.25122°N,1.60532°E ca:Camps del coll. Est de la Gornal                |           |                     | Modifica les dades a Wikidata |
|        | Padró de la Mare de Déu Xica | Castellet i la Gornal | element arquitectònic capella | 1955    | 41° 18′ 13″ N, 1° 37′ 56″ E / 41.30352°N,1.63223°E ca:Coster de Montanyans. Nord oest de Les Masuques |           |                     | Modifica les dades a Wikidata |

## entitat singular de població
| imatge | Nom                                        | Ubicat a              | instància de                                   | Detalls | coordenades | Protecció | Commons (més fotos)                 | Dades a WD                    |
| ------ | ------------------------------------------ | --------------------- | ---------------------------------------------- | ------- | --- | --------- | ----------------------------------- | ----------------------------- |
|        | Castellet                                  | Castellet i la Gornal | entitat singular de població                   | 92 hab  | 41° 15′ 46″ N, 1° 38′ 01″ E / 41.262777777778°N,1.6336111111111°E 119 msnm                                           |           |                                     | Modifica les dades a Wikidata |
|        | Clariana                                   | Castellet i la Gornal | entitat singular de població                   | 166 hab | 41° 14′ 45″ N, 1° 36′ 56″ E / 41.2459014500542°N,1.61564613322346°E 212 msnm                                         |           |                                     | Modifica les dades a Wikidata |
|        | Costa-Cunit-Castellet Sector Trencarroques | Castellet i la Gornal | entitat singular de població                   | 401 hab | 41° 14′ 09″ N, 1° 37′ 52″ E / 41.235825792153°N,1.63102506444313°E 169 msnm                                          |           |                                     | Modifica les dades a Wikidata |
|        | Rocallisa                                  | Castellet i la Gornal | entitat singular de població                   | 328 hab | 41° 14′ 29″ N, 1° 35′ 31″ E / 41.241292220623°N,1.5918987298376°E 127 msnm                                           |           |                                     | Modifica les dades a Wikidata |
|        | Sant Marçal                                | Castellet i la Gornal | entitat singular de població                   | 263 hab | 41° 18′ 32″ N, 1° 36′ 15″ E / 41.30877777777778°N,1.6040694444444443°E 182 msnm                                      |           | Sant Marçal (Castellet i la Gornal) | Modifica les dades a Wikidata |
|        | Torrelletes                                | Castellet i la Gornal | entitat singular de població                   | 109 hab | 41° 16′ 35″ N, 1° 39′ 12″ E / 41.2762542856152°N,1.65323449166229°E 195 msnm                                         |           |                                     | Modifica les dades a Wikidata |
|        | Valldemar                                  | Castellet i la Gornal | entitat singular de població                   | 176 hab | 41° 13′ 54″ N, 1° 36′ 38″ E / 41.23158105°N,1.61056913°E 183 msnm                                                    |           |                                     | Modifica les dades a Wikidata |
|        | els Rosers                                 | Castellet i la Gornal | entitat singular de població                   | 332 hab | 41° 13′ 34″ N, 1° 37′ 33″ E / 41.226017°N,1.625756°E 172 msnm                                                        |           |                                     | Modifica les dades a Wikidata |
|        | la Creu i els Àngels                       | Castellet i la Gornal | entitat singular de població                   | 29 hab  | 41° 14′ 44″ N, 1° 38′ 14″ E / 41.245474°N,1.637194°E 211 msnm                                                        |           |                                     | Modifica les dades a Wikidata |
|        | la Gornal                                  | Castellet i la Gornal | entitat singular de població capital municipal | 495 hab | 41° 15′ 15″ N, 1° 35′ 31″ E / 41.254197°N,1.591934°E 136 msnm                                                        |           | La Gornal                           | Modifica les dades a Wikidata |
|        | les Casetes                                | Castellet i la Gornal | entitat singular de població                   | 132 hab | 41° 14′ 33″ N, 1° 34′ 54″ E / 41.2424884°N,1.58169646°E ca:Casetes de La Gornal. Sud del nucli de La Gornal 110 msnm |           |                                     | Modifica les dades a Wikidata |
|        | les Masuques                               | Castellet i la Gornal | entitat singular de població                   | 142 hab | 41° 17′ 45″ N, 1° 38′ 31″ E / 41.295939453342°N,1.6420805072729°E 137 msnm                                           |           |                                     | Modifica les dades a Wikidata |

## església
| imatge | Nom                                    | Ubicat a              | instància de                     | Detalls                                | coordenades | Protecció                                  | Commons (més fotos)                                            | Dades a WD                    |
| ------ | -------------------------------------- | --------------------- | -------------------------------- | -------------------------------------- | --- | ------------------------------------------ | -------------------------------------------------------------- | ----------------------------- |
|        | Mare de Déu de Muntanyans              | Castellet i la Gornal | església                         | Estil: arquitectura popular            | 41° 18′ 12″ N, 1° 37′ 54″ E / 41.3032°N,1.63165°E ca:Camí que surt de la ctra. N-340a, km 1204 | bé cultural d'interès local                | Mare de Déu de Muntanyans                                      | Modifica les dades a Wikidata |
|        | Sant Pere de Castellet                 | Castellet i la Gornal | església                         | Estil: arquitectura romànica           | 41° 15′ 54″ N, 1° 38′ 13″ E / 41.26487°N,1.63695°E ca:Nucli de Castellet | bé cultural d'interès local                | Sant Pere de Castellet                                         | Modifica les dades a Wikidata |
|        | Sant Pere de la Gornal                 | Castellet i la Gornal | església                         | Estil: arquitectura popular            | 41° 15′ 15″ N, 1° 35′ 31″ E / 41.25416°N,1.59191°E ca:La Gornal, carrer Església, 6 | bé cultural d'interès local                | Sant Pere de la Gornal                                         | Modifica les dades a Wikidata |
|        | Temple de la Mare de Déu de Montserrat | Castellet i la Gornal | església                         |                                        | 41° 14′ 42″ N, 1° 37′ 06″ E / 41.24493°N,1.61843°E | bé cultural d'interès local                | Temple de la Mare de Déu de Montserrat (Castellet i la Gornal) | Modifica les dades a Wikidata |
|        | ermita de Lurdes                       | Castellet i la Gornal | església ermita edifici religiós | Estil: historicisme arquitectònic 1886 | 41° 14′ 46″ N, 1° 39′ 30″ E / 41.246173592956°N,1.65841348558278°E 41° 14′ 45″ N, 1° 39′ 47″ E / 41.24580764770508°N,1.663107991218567°E 41° 14′ 45″ N, 1° 39′ 47″ E / 41.24583°N,1.66313°E ca:Camí que surt de la ctra. BV-2115, km 6,5 ca:Parc del Foix. Sud-est de Castellet 60 msnm | bé cultural d'interès local                | Nostra Senyora de Lourdes de Castellet i la Gornal             | Modifica les dades a Wikidata |
|        | església de Sant Esteve                | Castellet i la Gornal | església                         | Estil: arquitectura romànica           | 41° 17′ 18″ N, 1° 38′ 24″ E / 41.28821°N,1.64°E | bé cultural d'interès local                | Església de Sant Esteve (Castellet i la Gornal)                | Modifica les dades a Wikidata |
|        | església de Sant Marçal                | Castellet i la Gornal | església                         | 1914                                   | 41° 18′ 35″ N, 1° 36′ 10″ E / 41.30981°N,1.60287°E ca:Sant Marçal, ctra. BV- 2171, km 14 | bé integrant del patrimoni cultural català | Església de Sant Marçal (Castellet i la Gornal)                | Modifica les dades a Wikidata |

## font
| imatge | Nom                         | Ubicat a              | instància de | Detalls | coordenades                                                                                     | Protecció | Commons (més fotos) | Dades a WD                    |
| ------ | --------------------------- | --------------------- | ------------ | ------- | ----------------------------------------------------------------------------------------------- | --------- | ------------------- | ----------------------------- |
|        | font d'Horta                | Castellet i la Gornal | font         |         | 41° 15′ 09″ N, 1° 37′ 48″ E / 41.252361111111114°N,1.629888888888889°E                          |           |                     | Modifica les dades a Wikidata |
|        | font de Dalt del mas Carlús | Castellet i la Gornal | font         |         | 41° 15′ 41″ N, 1° 39′ 00″ E / 41.26129°N,1.65003°E ca:Fondo de mas Carlús. Sud-est de Castellet |           |                     | Modifica les dades a Wikidata |
|        | font de Ramon Caretí        | Castellet i la Gornal | font         |         | 41° 16′ 52″ N, 1° 38′ 11″ E / 41.2811°N,1.63634°E ca:El Solei. Sud de les Masuques              |           |                     | Modifica les dades a Wikidata |

## forn de calç
| imatge | Nom                                     | Ubicat a              | instància de | Detalls                     | coordenades                                                                                     | Protecció                                  | Commons (més fotos) | Dades a WD                    |
| ------ | --------------------------------------- | --------------------- | ------------ | --------------------------- | ----------------------------------------------------------------------------------------------- | ------------------------------------------ | ------------------- | ----------------------------- |
|        | Casa alta forn de calç                  | Castellet i la Gornal | forn de calç | Estil: arquitectura popular |                                                                                                 | bé integrant del patrimoni cultural català |                     | Modifica les dades a Wikidata |
|        | Forn de calç Fondo de Coma Pineda 2     | Castellet i la Gornal | forn de calç | Estil: arquitectura popular |                                                                                                 | bé integrant del patrimoni cultural català |                     | Modifica les dades a Wikidata |
|        | Forn de calç del Fondo de Mas Carlus 2  | Castellet i la Gornal | forn de calç | Estil: arquitectura popular |                                                                                                 | bé integrant del patrimoni cultural català |                     | Modifica les dades a Wikidata |
|        | Forn de calç del Fondo de la Bovera     | Castellet i la Gornal | forn de calç | Estil: arquitectura popular |                                                                                                 | bé integrant del patrimoni cultural català |                     | Modifica les dades a Wikidata |
|        | Forn de calç del Fondo de la Bovera 2   | Castellet i la Gornal | forn de calç | Estil: arquitectura popular |                                                                                                 | bé integrant del patrimoni cultural català |                     | Modifica les dades a Wikidata |
|        | Forn de calç del Fondo de la Bovera 3   | Castellet i la Gornal | forn de calç | Estil: arquitectura popular |                                                                                                 | bé integrant del patrimoni cultural català |                     | Modifica les dades a Wikidata |
|        | Forn de calç del Turó de la Picarola    | Castellet i la Gornal | forn de calç | Estil: arquitectura popular |                                                                                                 | bé integrant del patrimoni cultural català |                     | Modifica les dades a Wikidata |
|        | Forn del Fondo de la Garsosa            | Castellet i la Gornal | forn de calç | Estil: arquitectura popular |                                                                                                 | bé integrant del patrimoni cultural català |                     | Modifica les dades a Wikidata |
|        | forn de calç de Xoriguera               | Castellet i la Gornal | forn de calç |                             | 41° 15′ 18″ N, 1° 39′ 26″ E / 41.25503°N,1.65715°E ca:Xoriguera. Est de Castellet               |                                            |                     | Modifica les dades a Wikidata |
|        | forn de calç de Xoriguera 2             | Castellet i la Gornal | forn de calç | Estil: arquitectura popular | 41° 15′ 19″ N, 1° 39′ 40″ E / 41.25525°N,1.66106°E ca:Plana Riquera. Est de Castellet           |                                            |                     | Modifica les dades a Wikidata |
|        | forn de calç de la Carçosa              | Castellet i la Gornal | forn de calç |                             | 41° 14′ 50″ N, 1° 39′ 49″ E / 41.24718°N,1.66356°E ca:Fondo de la Carçosa. Sud-est de Castelelt |                                            |                     | Modifica les dades a Wikidata |
|        | forn de calç de la Serra de la Casota   | Castellet i la Gornal | forn de calç |                             | 41° 16′ 36″ N, 1° 38′ 51″ E / 41.27656°N,1.64759°E ca:Fondo de la Bovera. Est de Torrelletes    |                                            |                     | Modifica les dades a Wikidata |
|        | forn de calç del Fondo de Coma Pineda 2 | Castellet i la Gornal | forn de calç |                             | 41° 15′ 33″ N, 1° 39′ 21″ E / 41.25912°N,1.65594°E ca:Fondo de Coma Pineda. Est de Castellet    |                                            |                     | Modifica les dades a Wikidata |
|        | forn de calç del fondo de Carçosa 3     | Castellet i la Gornal | forn de calç |                             | 41° 15′ 13″ N, 1° 39′ 57″ E / 41.25371°N,1.66595°E ca:Fondo de Carçosa. Sud-est de Castellet    |                                            |                     | Modifica les dades a Wikidata |
|        | forn de calç del fondo de Mas Carlús 2  | Castellet i la Gornal | forn de calç | 19th century                | 41° 15′ 40″ N, 1° 39′ 01″ E / 41.26104°N,1.65034°E ca:Fondo de mas Carlús. Sud-est de Castellet |                                            |                     | Modifica les dades a Wikidata |

## gual
| imatge | Nom                    | Ubicat a              | instància de | Detalls                          | coordenades                                                                                           | Protecció | Commons (més fotos) | Dades a WD                    |
| ------ | ---------------------- | --------------------- | ------------ | -------------------------------- | --- | --------- | ------------------- | ----------------------------- |
|        | Gual de la Plana       | Castellet i la Gornal | gual         | 1960                             | 41° 16′ 09″ N, 1° 38′ 14″ E / 41.26921°N,1.63729°E ca:Riu Foix-Horts de la Riera. Nord de Castellet   |           |                     | Modifica les dades a Wikidata |
|        | Gual del Botifoll      | Castellet i la Gornal | gual         | Estil: arquitectura popular 1961 | 41° 16′ 20″ N, 1° 38′ 12″ E / 41.27229°N,1.63653°E ca:Riu Foix. Sud de les Masuques                   |           |                     | Modifica les dades a Wikidata |
|        | Gual del Pont de Pedra | Castellet i la Gornal | gual         | 1962                             | 41° 16′ 53″ N, 1° 38′ 13″ E / 41.28126°N,1.63704°E ca:Riu Foix-Horts de la Riera. Sud de les Masuques |           |                     | Modifica les dades a Wikidata |

## masia
| imatge | Nom                         | Ubicat a              | instància de | Detalls                           | coordenades | Protecció                                  | Commons (més fotos)                | Dades a WD                    |
| ------ | --------------------------- | --------------------- | ------------ | --------------------------------- | --- | ------------------------------------------ | ---------------------------------- | ----------------------------- |
|        | Ca l'Albert                 | Castellet i la Gornal | masia        | Estil: arquitectura popular 1923  | 41° 17′ 40″ N, 1° 36′ 01″ E / 41.294538296861°N,1.6003085539365°E ca:Masos de Sant Marçal. Sud de Sant Marçal                      |                                            |                                    | Modifica les dades a Wikidata |
|        | Ca l'Andreuet               | Castellet i la Gornal | masia        |                                   | 41° 17′ 47″ N, 1° 35′ 34″ E / 41.296288°N,1.592883°E 187 msnm                                                                      |                                            |                                    | Modifica les dades a Wikidata |
|        | Ca l'Andreva                | Castellet i la Gornal | masia        |                                   | 41° 17′ 41″ N, 1° 35′ 36″ E / 41.294667705462°N,1.59334444323253°E                                                                 |                                            |                                    | Modifica les dades a Wikidata |
|        | Ca la Cona                  | Castellet i la Gornal | masia        |                                   | 41° 14′ 29″ N, 1° 36′ 05″ E / 41.241408565975°N,1.6014429897185°E                                                                  |                                            |                                    | Modifica les dades a Wikidata |
|        | Cal Balaguer                | Castellet i la Gornal | masia        |                                   | 41° 16′ 21″ N, 1° 39′ 36″ E / 41.2725651970186°N,1.65992677345343°E ca:El Planot. Sud-est de Torrelletes                           |                                            |                                    | Modifica les dades a Wikidata |
|        | Cal Barretasso              | Castellet i la Gornal | masia        |                                   | 41° 13′ 27″ N, 1° 37′ 36″ E / 41.2242789202321°N,1.62655341606291°E                                                                |                                            |                                    | Modifica les dades a Wikidata |
|        | Cal Borrega                 | Castellet i la Gornal | masia        |                                   | 41° 18′ 31″ N, 1° 36′ 22″ E / 41.3085152222669°N,1.60618718016869°E                                                                |                                            |                                    | Modifica les dades a Wikidata |
|        | Cal Bullinques              | Castellet i la Gornal | masia        |                                   | 41° 18′ 48″ N, 1° 36′ 52″ E / 41.313397734189°N,1.61443390828247°E                                                                 |                                            |                                    | Modifica les dades a Wikidata |
|        | Cal Calaf                   | Castellet i la Gornal | masia        |                                   | 41° 18′ 26″ N, 1° 37′ 42″ E / 41.30733°N,1.62847°E ca:El Prat. Est de les Masuques                                                 |                                            |                                    | Modifica les dades a Wikidata |
|        | Cal Candi                   | Castellet i la Gornal | masia        |                                   | 41° 14′ 46″ N, 1° 38′ 12″ E / 41.2462139615753°N,1.63654870674056°E ca:La Creu. Nord de Trencarroques                              |                                            |                                    | Modifica les dades a Wikidata |
|        | Cal Cassanyes               | Castellet i la Gornal | masia        | Estil: arquitectura popular 1637  | 41° 17′ 53″ N, 1° 36′ 39″ E / 41.29806°N,1.61088°E ca:Camí de Can Cassanyes                                                        | bé cultural d'interès local                | Cal Cassanyes                      | Modifica les dades a Wikidata |
|        | Cal Cobit                   | Castellet i la Gornal | masia        |                                   | 41° 18′ 21″ N, 1° 36′ 44″ E / 41.305941322992°N,1.61233412599313°E ca:Carretera de Sant Marçal. Sud de Sant Marçal 168 msnm        |                                            | Cal Cobit                          | Modifica les dades a Wikidata |
|        | Cal Colomer                 | Castellet i la Gornal | masia        |                                   | 41° 18′ 12″ N, 1° 35′ 39″ E / 41.303470503643°N,1.5941451509124°E                                                                  |                                            |                                    | Modifica les dades a Wikidata |
|        | Cal Conillera               | Castellet i la Gornal | masia        |                                   | 41° 17′ 15″ N, 1° 38′ 17″ E / 41.2876028476672°N,1.63802791743975°E                                                                |                                            |                                    | Modifica les dades a Wikidata |
|        | Cal Corraler                | Castellet i la Gornal | masia        |                                   | 41° 15′ 49″ N, 1° 37′ 56″ E / 41.2636567678636°N,1.63235390843289°E                                                                |                                            |                                    | Modifica les dades a Wikidata |
|        | Cal Cremat                  | Castellet i la Gornal | masia        |                                   | 41° 16′ 18″ N, 1° 39′ 52″ E / 41.2717901123287°N,1.66453919576465°E ca:El Planot. Sud-est de Torrelletes                           |                                            |                                    | Modifica les dades a Wikidata |
|        | Cal Federico                | Castellet i la Gornal | masia        |                                   | 41° 18′ 13″ N, 1° 37′ 35″ E / 41.3034802903711°N,1.62643350648581°E                                                                |                                            |                                    | Modifica les dades a Wikidata |
|        | Cal Felip                   | Castellet i la Gornal | masia        | 1924                              | 41° 17′ 44″ N, 1° 36′ 22″ E / 41.2955618474444°N,1.6061285946587°E ca:Plana de Cal Cassanyes. Sud de Sant Marçal                   |                                            |                                    | Modifica les dades a Wikidata |
|        | Cal Fèlix del Manou         | Castellet i la Gornal | masia        |                                   | 41° 17′ 34″ N, 1° 35′ 58″ E / 41.2926973783355°N,1.59944183370571°E ca:Masos de Sant Marçal. Sud de Sant Marçal                    |                                            |                                    | Modifica les dades a Wikidata |
|        | Cal Gallard                 | Castellet i la Gornal | masia        |                                   | 41° 17′ 16″ N, 1° 36′ 40″ E / 41.2878946303166°N,1.61118805325511°E                                                                |                                            |                                    | Modifica les dades a Wikidata |
|        | Cal Gat Gros                | Castellet i la Gornal | masia        |                                   | 41° 18′ 41″ N, 1° 37′ 12″ E / 41.3115174942275°N,1.61987348295957°E ca:Cal Gat. Sud-est de Sant Marçal 171 msnm                    |                                            | Cal Gat Gros                       | Modifica les dades a Wikidata |
|        | Cal Gat Xic                 | Castellet i la Gornal | masia        |                                   | 41° 18′ 44″ N, 1° 37′ 00″ E / 41.3122097723738°N,1.61676473904256°E ca:Cal Gat. Sud-est de Sant Marçal                             |                                            |                                    | Modifica les dades a Wikidata |
|        | Cal Jaume Magí              | Castellet i la Gornal | masia        |                                   | 41° 17′ 36″ N, 1° 36′ 19″ E / 41.29326240031°N,1.60517433847319°E                                                                  |                                            |                                    | Modifica les dades a Wikidata |
|        | Cal Llobí                   | Castellet i la Gornal | masia        |                                   | 41° 18′ 46″ N, 1° 36′ 37″ E / 41.3128064481099°N,1.61021733641514°E 190 msnm                                                       |                                            | Cal Llobí                          | Modifica les dades a Wikidata |
|        | Cal Llopard                 | Castellet i la Gornal | masia        |                                   | 41° 17′ 16″ N, 1° 38′ 25″ E / 41.2879075605286°N,1.64018309360275°E                                                                |                                            |                                    | Modifica les dades a Wikidata |
|        | Cal Martí                   | Castellet i la Gornal | masia        | 1704                              | 41° 17′ 15″ N, 1° 38′ 43″ E / 41.2875448505782°N,1.64532568653383°E ca:BV-2117. Nord de Torrelletes                                |                                            |                                    | Modifica les dades a Wikidata |
|        | Cal Muntaner                | Castellet i la Gornal | masia        |                                   | 41° 17′ 46″ N, 1° 36′ 25″ E / 41.2962219240805°N,1.60708196840909°E ca:Plana de Cal Cassanyes. Sud de Sant Marçal                  |                                            |                                    | Modifica les dades a Wikidata |
|        | Cal Pepus                   | Castellet i la Gornal | masia        | 1890                              | 41° 18′ 24″ N, 1° 36′ 47″ E / 41.3065980405373°N,1.61301303663431°E ca:BV - 2171. Sud de Sant Marçal                               |                                            |                                    | Modifica les dades a Wikidata |
|        | Cal Pere dels Pous          | Castellet i la Gornal | masia        |                                   | 41° 18′ 27″ N, 1° 36′ 23″ E / 41.3074013394577°N,1.6064378728943°E                                                                 |                                            |                                    | Modifica les dades a Wikidata |
|        | Cal Pipes                   | Castellet i la Gornal | masia        |                                   | 41° 18′ 23″ N, 1° 36′ 51″ E / 41.3063868671692°N,1.61417621847103°E                                                                |                                            |                                    | Modifica les dades a Wikidata |
|        | Cal Pontarri                | Castellet i la Gornal | masia        |                                   | 41° 18′ 27″ N, 1° 36′ 16″ E / 41.3075770223814°N,1.6045825581185°E                                                                 |                                            |                                    | Modifica les dades a Wikidata |
|        | Cal Raspall                 | Castellet i la Gornal | masia        |                                   | 41° 17′ 29″ N, 1° 35′ 56″ E / 41.2913409487302°N,1.59900508585837°E ca:Masos de Sant Marçal. Sud de Sant Marçal                    |                                            |                                    | Modifica les dades a Wikidata |
|        | Cal Raventós                | Castellet i la Gornal | masia        |                                   | 41° 17′ 15″ N, 1° 38′ 33″ E / 41.2875210818559°N,1.64254369260493°E ca:Camps entorn l’església de Sant Esteve. Sud de les Masuques |                                            |                                    | Modifica les dades a Wikidata |
|        | Cal Raventós de Sant Marçal | Castellet i la Gornal | masia        |                                   | 41° 17′ 46″ N, 1° 36′ 24″ E / 41.29599°N,1.60668°E ca:Plana de Cal Cassanyes. Sud de Sant Marçal                                   |                                            |                                    | Modifica les dades a Wikidata |
|        | Cal Renegoll                | Castellet i la Gornal | masia        |                                   | 41° 17′ 37″ N, 1° 38′ 28″ E / 41.2937374970129°N,1.64112494848621°E                                                                |                                            |                                    | Modifica les dades a Wikidata |
|        | Cal Riera                   | Castellet i la Gornal | masia        |                                   | 41° 18′ 15″ N, 1° 37′ 37″ E / 41.3041442224639°N,1.62696904273805°E ca:La Porxada. Sud-est de Sant Marçal                          |                                            |                                    | Modifica les dades a Wikidata |
|        | Cal Romagosa de Sant Marçal | Castellet i la Gornal | masia        |                                   | 41° 17′ 59″ N, 1° 35′ 33″ E / 41.299667°N,1.592586°E ca:Camps de Cal Romagosa. Sud-oest de Sant Marçal 196 msnm                    |                                            |                                    | Modifica les dades a Wikidata |
|        | Cal Romagosa de Torrelletes | Castellet i la Gornal | masia        |                                   | 41° 17′ 11″ N, 1° 38′ 56″ E / 41.2862633139521°N,1.64894667044737°E ca:Ctra. 2117, km 9                                            |                                            |                                    | Modifica les dades a Wikidata |
|        | Cal Rossell                 | Castellet i la Gornal | masia        |                                   | 41° 16′ 42″ N, 1° 39′ 01″ E / 41.2783241094319°N,1.65017312148007°E                                                                |                                            |                                    | Modifica les dades a Wikidata |
|        | Cal Segal                   | Castellet i la Gornal | masia        |                                   | 41° 17′ 40″ N, 1° 36′ 07″ E / 41.2943675137049°N,1.60197389636702°E                                                                |                                            |                                    | Modifica les dades a Wikidata |
|        | Cal Teodoro                 | Castellet i la Gornal | masia        |                                   | 41° 17′ 31″ N, 1° 35′ 57″ E / 41.2920099406926°N,1.59920574075745°E ca:Masos de Sant Marçal. Sud de Sant Marçal                    |                                            |                                    | Modifica les dades a Wikidata |
|        | Cal Ton del Gran            | Castellet i la Gornal | masia        |                                   | 41° 17′ 33″ N, 1° 36′ 04″ E / 41.2925906196896°N,1.60103252252412°E ca:Masos de Sant Marçal. Sud de Sant Marçal                    |                                            |                                    | Modifica les dades a Wikidata |
|        | Cal Vermell                 | Castellet i la Gornal | masia        |                                   | 41° 18′ 17″ N, 1° 37′ 29″ E / 41.3047038938494°N,1.62480717842248°E ca:Camps de la Porxada. Est de Sant Marçal                     |                                            |                                    | Modifica les dades a Wikidata |
|        | Cal Villano                 | Castellet i la Gornal | masia        |                                   | 41° 14′ 15″ N, 1° 36′ 34″ E / 41.2375221499216°N,1.60947469552569°E ca:Cal Villano. Sud de Clariana                                |                                            |                                    | Modifica les dades a Wikidata |
|        | Cal Viló                    | Castellet i la Gornal | masia        |                                   | 41° 18′ 30″ N, 1° 36′ 47″ E / 41.308204826924°N,1.6131564471293°E ca:Cal Viló. Est de Sant Marçal 166 msnm                         |                                            | Cal Viló (Castellet i la Gornal)   | Modifica les dades a Wikidata |
|        | Cal Viló Vell               | Castellet i la Gornal | masia        |                                   | 41° 14′ 08″ N, 1° 37′ 37″ E / 41.2355615056585°N,1.62698545482555°E ca:Fondo del Viló. Sud de Clariana                             |                                            |                                    | Modifica les dades a Wikidata |
|        | Cal Viudes                  | Castellet i la Gornal | masia        |                                   | 41° 15′ 56″ N, 1° 38′ 30″ E / 41.2654953027835°N,1.64156747274996°E                                                                |                                            |                                    | Modifica les dades a Wikidata |
|        | Cal Xeixa                   | Castellet i la Gornal | masia        |                                   | 41° 17′ 04″ N, 1° 38′ 13″ E / 41.2845100545272°N,1.63699362630479°E                                                                |                                            |                                    | Modifica les dades a Wikidata |
|        | Cal Xeixo                   | Castellet i la Gornal | masia        |                                   | 41° 18′ 09″ N, 1° 37′ 28″ E / 41.3025023531078°N,1.62449509654889°E                                                                |                                            |                                    | Modifica les dades a Wikidata |
|        | Cal Xerric                  | Castellet i la Gornal | masia        |                                   | 41° 17′ 26″ N, 1° 38′ 20″ E / 41.2906857790869°N,1.63899085193874°E ca:Les Passeres. Sud de les Masuques                           |                                            |                                    | Modifica les dades a Wikidata |
|        | Cal Xicus                   | Castellet i la Gornal | masia        |                                   | 41° 17′ 28″ N, 1° 36′ 19″ E / 41.290994273971°N,1.6051613170562°E                                                                  |                                            |                                    | Modifica les dades a Wikidata |
|        | Casa Murada                 | Castellet i la Gornal | masia        |                                   | 41° 15′ 02″ N, 1° 35′ 10″ E / 41.2506586295905°N,1.58610143504965°E ca:Fondo de la Palliseta. Sud de la Gornal                     |                                            |                                    | Modifica les dades a Wikidata |
|        | Casablanca                  | Castellet i la Gornal | masia        |                                   | 41° 14′ 11″ N, 1° 36′ 45″ E / 41.2365215276073°N,1.61239554795345°E                                                                |                                            |                                    | Modifica les dades a Wikidata |
|        | Coma Pineda                 | Castellet i la Gornal | masia        |                                   | 41° 15′ 50″ N, 1° 39′ 38″ E / 41.2637729426391°N,1.66061988633348°E ca:Fondo del Planell. Est de Castellet                         |                                            |                                    | Modifica les dades a Wikidata |
|        | Mas Blau                    | Castellet i la Gornal | masia        |                                   | 41° 18′ 40″ N, 1° 36′ 29″ E / 41.3111759724886°N,1.60797022851912°E ca:Camps al nord de Sant Marçal                                |                                            |                                    | Modifica les dades a Wikidata |
|        | Mas Calent                  | Castellet i la Gornal | masia        |                                   | 41° 17′ 44″ N, 1° 37′ 58″ E / 41.2956565324111°N,1.63279634069014°E                                                                |                                            |                                    | Modifica les dades a Wikidata |
|        | Mas Fumat                   | Castellet i la Gornal | masia        |                                   | 41° 18′ 27″ N, 1° 37′ 41″ E / 41.3075183885261°N,1.62817642948564°E ca:El Prat. Est de les Masuques                                |                                            |                                    | Modifica les dades a Wikidata |
|        | Mas Mateu                   | Castellet i la Gornal | masia        |                                   | 41° 14′ 45″ N, 1° 36′ 20″ E / 41.2458245077818°N,1.60553934022741°E                                                                |                                            |                                    | Modifica les dades a Wikidata |
|        | Mas Pigot                   | Castellet i la Gornal | masia        |                                   | 41° 17′ 24″ N, 1° 39′ 15″ E / 41.2899650886082°N,1.65430410581757°E ca:Mas Pigot. Est Les Masuques                                 |                                            |                                    | Modifica les dades a Wikidata |
|        | Mas del fondo de Llevaria   | Castellet i la Gornal | masia        |                                   | 41° 15′ 46″ N, 1° 38′ 47″ E / 41.26266°N,1.64645°E ca:Fondo de Llevaria. Est de Castellet                                          |                                            |                                    | Modifica les dades a Wikidata |
|        | Maset de la Garsa           | Castellet i la Gornal | masia        |                                   | 41° 17′ 40″ N, 1° 36′ 30″ E / 41.2944282177075°N,1.60846971908327°E                                                                |                                            |                                    | Modifica les dades a Wikidata |
|        | Masia de l'Hort             | Castellet i la Gornal | masia        |                                   | 41° 15′ 26″ N, 1° 35′ 18″ E / 41.2572426045519°N,1.5882631670335°E ca:La Creu. Nord de la Gornal                                   |                                            |                                    | Modifica les dades a Wikidata |
|        | Masia del Blai              | Castellet i la Gornal | masia        |                                   | 41° 14′ 22″ N, 1° 37′ 30″ E / 41.2394457297708°N,1.62488743821348°E                                                                |                                            |                                    | Modifica les dades a Wikidata |
|        | Muntanyans                  | Castellet i la Gornal | masia        |                                   | 41° 18′ 05″ N, 1° 37′ 55″ E / 41.3013017227743°N,1.63183036520148°E ca:Coster de Montanyans. Nord-oest de les Masuques             |                                            |                                    | Modifica les dades a Wikidata |
|        | Puigmoltó                   | Castellet i la Gornal | masia        |                                   | 41° 17′ 51″ N, 1° 37′ 14″ E / 41.297484880803°N,1.6205498022091°E                                                                  |                                            |                                    | Modifica les dades a Wikidata |
|        | Puigverdí                   | Castellet i la Gornal | masia        |                                   | 41° 17′ 27″ N, 1° 37′ 43″ E / 41.2909507012338°N,1.62867886602646°E ca:Puigverdí. Sud-oest de les Masuques                         |                                            |                                    | Modifica les dades a Wikidata |
|        | Rocallisa                   | Castellet i la Gornal | masia        |                                   | 41° 14′ 15″ N, 1° 35′ 49″ E / 41.2374946446172°N,1.59681451881125°E ca:Carrer del Noguer,4 . Nucli de Rocallisa                    |                                            |                                    | Modifica les dades a Wikidata |
|        | Sant Semison                | Castellet i la Gornal | masia        |                                   | 41° 15′ 35″ N, 1° 37′ 34″ E / 41.2598352657084°N,1.62610706892524°E                                                                |                                            |                                    | Modifica les dades a Wikidata |
|        | Trenca-roques               | Castellet i la Gornal | masia        |                                   | 41° 14′ 13″ N, 1° 38′ 15″ E / 41.237001285794°N,1.63748003691648°E                                                                 |                                            |                                    | Modifica les dades a Wikidata |
|        | Xoriguera                   | Castellet i la Gornal | masia        |                                   | 41° 15′ 01″ N, 1° 39′ 24″ E / 41.250333°N,1.656605°E ca:Xoriguera. Sud-est de Castellet 88 msnm                                    |                                            | Xoriguera (Castellet i la Gornal)  | Modifica les dades a Wikidata |
|        | caseriu Bladet              | Castellet i la Gornal | masia        | Estil: arquitectura popular       | 41° 15′ 19″ N, 1° 38′ 18″ E / 41.25528°N,1.63837°E ca:Ctra. BV 21115, km 10 112 msnm                                               | bé cultural d'interès local                | Caseriu Bladet                     | Modifica les dades a Wikidata |
|        | el Corral de Rafeques       | Castellet i la Gornal | masia        |                                   | 41° 16′ 27″ N, 1° 37′ 42″ E / 41.274157230237°N,1.6282047729906°E                                                                  |                                            |                                    | Modifica les dades a Wikidata |
|        | el Manou                    | Castellet i la Gornal | masia        | 19th century                      | 41° 17′ 59″ N, 1° 36′ 16″ E / 41.2997751433959°N,1.60446223882451°E ca:El Manou . Sud de Sant Marçal                               |                                            |                                    | Modifica les dades a Wikidata |
|        | el Prat                     | Castellet i la Gornal | masia        |                                   | 41° 18′ 44″ N, 1° 37′ 44″ E / 41.3123096676837°N,1.62887638846995°E ca:Camps del Prat. Est de Sant Marçal                          |                                            |                                    | Modifica les dades a Wikidata |
|        | els Pous                    | Castellet i la Gornal | masia        |                                   | 41° 18′ 20″ N, 1° 36′ 14″ E / 41.3056139404741°N,1.60388381157814°E ca:Els Pous. Sud de Sant Marçal                                |                                            |                                    | Modifica les dades a Wikidata |
|        | l'Olivera                   | Castellet i la Gornal | masia        |                                   | 41° 17′ 30″ N, 1° 36′ 31″ E / 41.2915849099725°N,1.60872123451756°E ca:Camí de l’Arboç a Sant Marçal. Sud de Sant Marçal           |                                            |                                    | Modifica les dades a Wikidata |
|        | l'Oliverar                  | Castellet i la Gornal | masia        |                                   | 41° 17′ 32″ N, 1° 36′ 40″ E / 41.2922002360535°N,1.61119226749481°E                                                                |                                            |                                    | Modifica les dades a Wikidata |
|        | la Casa Alta                | Castellet i la Gornal | masia        |                                   | 41° 16′ 32″ N, 1° 40′ 25″ E / 41.275589401707°N,1.673545681823°E                                                                   |                                            |                                    | Modifica les dades a Wikidata |
|        | la Casa Nova                | Castellet i la Gornal | masia        |                                   | 41° 18′ 08″ N, 1° 37′ 14″ E / 41.3021395788278°N,1.62052515147147°E ca:La Porxada. Sud-est de Sant Marçal                          |                                            |                                    | Modifica les dades a Wikidata |
|        | la Casa Vermella            | Castellet i la Gornal | masia        |                                   | 41° 17′ 28″ N, 1° 36′ 53″ E / 41.2910704333802°N,1.61460793832747°E                                                                |                                            |                                    | Modifica les dades a Wikidata |
|        | la Casa de l'Enginyer       | Castellet i la Gornal | masia        |                                   | 41° 15′ 22″ N, 1° 39′ 11″ E / 41.2560018440234°N,1.65310365428937°E ca:BV-2115 passat el Km10                                      |                                            |                                    | Modifica les dades a Wikidata |
|        | la Casa del Vallès          | Castellet i la Gornal | masia        |                                   | 41° 18′ 03″ N, 1° 37′ 20″ E / 41.3007293573748°N,1.62235847743806°E                                                                |                                            |                                    | Modifica les dades a Wikidata |
|        | la Casota                   | Castellet i la Gornal | masia        |                                   | 41° 16′ 25″ N, 1° 38′ 26″ E / 41.2736702493526°N,1.64047864263661°E ca:La Plana - Serra de la Casota. Oest de Torrelletes          |                                            |                                    | Modifica les dades a Wikidata |
|        | la Creu                     | Castellet i la Gornal | masia        |                                   | 41° 14′ 59″ N, 1° 37′ 59″ E / 41.2496043664255°N,1.6330528420571°E                                                                 |                                            |                                    | Modifica les dades a Wikidata |
|        | la Masieta                  | Castellet i la Gornal | masia        |                                   | 41° 17′ 17″ N, 1° 36′ 24″ E / 41.2881279627076°N,1.60664511165705°E ca:Camí de l’Arboç a Sant Marçal. Sud de Sant Marçal           |                                            |                                    | Modifica les dades a Wikidata |
|        | la Masieta Nova             | Castellet i la Gornal | masia        |                                   | 41° 17′ 35″ N, 1° 36′ 08″ E / 41.2929638796149°N,1.60209941341496°E                                                                |                                            |                                    | Modifica les dades a Wikidata |
|        | la Pallisseta               | Castellet i la Gornal | masia        |                                   | 41° 14′ 55″ N, 1° 34′ 51″ E / 41.2485147363511°N,1.58096793940531°E ca:Fondo de la Pallisseta. Sud de la Gornal                    |                                            |                                    | Modifica les dades a Wikidata |
|        | la Porxada                  | Castellet i la Gornal | masia        | Estil: historicisme arquitectònic | 41° 18′ 14″ N, 1° 37′ 01″ E / 41.30391°N,1.61686°E ca:Camí de Can Cassanyes                                                        | bé integrant del patrimoni cultural català | La Porxada (Castellet i la Gornal) | Modifica les dades a Wikidata |
|        | la Roqueta                  | Castellet i la Gornal | masia        |                                   | 41° 16′ 16″ N, 1° 38′ 25″ E / 41.2711991395884°N,1.64021950364724°E                                                                |                                            |                                    | Modifica les dades a Wikidata |
|        | la Sínia de Cal Llobí       | Castellet i la Gornal | masia        |                                   | 41° 16′ 45″ N, 1° 37′ 29″ E / 41.2791486345994°N,1.62471099524806°E                                                                |                                            |                                    | Modifica les dades a Wikidata |
|        | la Sínia de Cal Viló        | Castellet i la Gornal | masia        |                                   | 41° 18′ 29″ N, 1° 37′ 07″ E / 41.3080696309897°N,1.61853660964302°E                                                                |                                            |                                    | Modifica les dades a Wikidata |
|        | les Espeloses               | Castellet i la Gornal | masia        |                                   | 41° 18′ 24″ N, 1° 37′ 29″ E / 41.3067016121393°N,1.62464574216079°E ca:Carretera BV-2171. Est de Sant Marçal                       |                                            |                                    | Modifica les dades a Wikidata |

## mobiliari urbà
| imatge | Nom               | Ubicat a              | instància de   | Detalls | coordenades                                                                                              | Protecció | Commons (més fotos) | Dades a WD                    |
| ------ | ----------------- | --------------------- | -------------- | ------- | --- | --------- | ------------------- | ----------------------------- |
|        | Marge dels oficis | Castellet i la Gornal | mobiliari urbà | 2018    | 41° 15′ 50″ N, 1° 38′ 05″ E / 41.26402°N,1.63483°E ca:Nucli de Castellet                                 |           |                     | Modifica les dades a Wikidata |
|        | Mestresses        | Castellet i la Gornal | mobiliari urbà | 2018    | 41° 15′ 45″ N, 1° 38′ 01″ E / 41.26252°N,1.63355°E ca:Forn de Castellet. Nucli de Castellet              |           |                     | Modifica les dades a Wikidata |
|        | Penélope          | Castellet i la Gornal | mobiliari urbà | 2018    | 41° 15′ 50″ N, 1° 38′ 07″ E / 41.26402°N,1.63524°E ca:Carrer del Castell. Nucli de Castellet             |           |                     | Modifica les dades a Wikidata |
|        | Picapedrers       | Castellet i la Gornal | mobiliari urbà | 2018    | 41° 15′ 47″ N, 1° 38′ 01″ E / 41.26302°N,1.63372°E ca:Zona d’aparcament de Castellet. Nucli de Castellet |           |                     | Modifica les dades a Wikidata |

## molí d'aigua
| imatge | Nom                    | Ubicat a              | instància de | Detalls                     | coordenades | Protecció                                  | Commons (més fotos) | Dades a WD                    |
| ------ | ---------------------- | --------------------- | ------------ | --------------------------- | --- | ------------------------------------------ | ------------------- | ----------------------------- |
|        | Molí Nou de Castellet  | Castellet i la Gornal | molí d'aigua | Estil: arquitectura popular | 41° 15′ 42″ N, 1° 38′ 03″ E / 41.26172°N,1.63414°E ca:Pantà del Foix                                                            | bé integrant del patrimoni cultural català |                     | Modifica les dades a Wikidata |
|        | Molí Vell de Castellet | Castellet i la Gornal | molí d'aigua | Estil: arquitectura popular | 41° 15′ 54″ N, 1° 38′ 06″ E / 41.26512°N,1.63491°E ca:Km6 de la carretera BV-2117 de Castellet a Torrelletes. Oest de Castellet | bé integrant del patrimoni cultural català |                     | Modifica les dades a Wikidata |
|        | Molí de Can Galtés     | Castellet i la Gornal | molí d'aigua | Estil: arquitectura popular | 41° 14′ 39″ N, 1° 39′ 42″ E / 41.24409°N,1.66176°E ca:Parc del Foix. Sud-est de Castellet                                       | bé integrant del patrimoni cultural català | Molí de Can Galtés  | Modifica les dades a Wikidata |
|        | Molí del Llopart       | Castellet i la Gornal | molí d'aigua | Estil: arquitectura popular | 41° 17′ 18″ N, 1° 38′ 25″ E / 41.28838°N,1.64025°E                                                                              | bé integrant del patrimoni cultural català |                     | Modifica les dades a Wikidata |
|        | Molí del Xoriguera     | Castellet i la Gornal | molí d'aigua | Estil: arquitectura popular | 41° 15′ 03″ N, 1° 39′ 20″ E / 41.25087°N,1.65555°E ca:Xoriguera. Sud-est de Castellet                                           | bé integrant del patrimoni cultural català |                     | Modifica les dades a Wikidata |

## muntanya
| imatge | Nom                       | Ubicat a                                            | instància de | Detalls | coordenades                                                         | Protecció | Commons (més fotos)               | Dades a WD                    |
| ------ | ------------------------- | --------------------------------------------------- | ------------ | ------- | ------------------------------------------------------------------- | --------- | --------------------------------- | ----------------------------- |
|        | Fita dels Tres Termes     | Vilanova i la Geltrú Castellet i la Gornal Cubelles | muntanya     |         | 41° 14′ 40″ N, 1° 40′ 03″ E / 41.244411°N,1.667552°E 234 msnm       |           | Fita dels Tres Termes             | Modifica les dades a Wikidata |
|        | Puig d'Àliga              | Castellet i la Gornal                               | muntanya     |         | 41° 15′ 44″ N, 1° 40′ 06″ E / 41.26211111°N,1.66827778°E 287.8 msnm |           |                                   | Modifica les dades a Wikidata |
|        | Puig de la Mina           | Castellet i la Gornal                               | muntanya     |         | 41° 13′ 53″ N, 1° 38′ 06″ E / 41.2313°N,1.63492°E 194.9 msnm        |           |                                   | Modifica les dades a Wikidata |
|        | Pujol Florit              | Castellet i la Gornal                               | muntanya     |         | 41° 16′ 15″ N, 1° 40′ 02″ E / 41.27091667°N,1.66719444°E 332.4 msnm |           |                                   | Modifica les dades a Wikidata |
|        | Pujol de Romagosa         | Castellet i la Gornal                               | muntanya     |         | 41° 16′ 52″ N, 1° 41′ 11″ E / 41.2811°N,1.68628°E 431.3 msnm        |           |                                   | Modifica les dades a Wikidata |
|        | Pujol dels Llops          | Castellet i la Gornal                               | muntanya     |         | 41° 15′ 04″ N, 1° 39′ 42″ E / 41.25108333°N,1.66177778°E 179 msnm   |           | Pujol dels Llops                  | Modifica les dades a Wikidata |
|        | Turó de la Picarola       | Castellet i la Gornal                               | muntanya     |         | 41° 14′ 52″ N, 1° 38′ 53″ E / 41.24766667°N,1.64808333°E 242 msnm   |           | Turó de la Picarola               | Modifica les dades a Wikidata |
|        | Turó de les Tres Partions | Canyelles Castellet i la Gornal Olèrdola            | muntanya     |         | 41° 16′ 50″ N, 1° 41′ 35″ E / 41.28053°N,1.693031°E 435 msnm        |           | Turó de les Tres Partions         | Modifica les dades a Wikidata |
|        | la Talaia                 | Vilanova i la Geltrú Castellet i la Gornal          | muntanya     |         | 41° 14′ 59″ N, 1° 40′ 15″ E / 41.24971667°N,1.67095556°E 269.1 msnm |           | La Talaia (Castellet i la Gornal) | Modifica les dades a Wikidata |
|        | les Tortes                | Castellet i la Gornal                               | muntanya     |         | 41° 14′ 29″ N, 1° 38′ 03″ E / 41.24138889°N,1.63422222°E 250.6 msnm |           |                                   | Modifica les dades a Wikidata |

## nucli de població
| imatge | Nom                      | Ubicat a              | instància de      | Detalls | coordenades                                                       | Protecció | Commons (més fotos) | Dades a WD                    |
| ------ | ------------------------ | --------------------- | ----------------- | ------- | ----------------------------------------------------------------- | --------- | ------------------- | ----------------------------- |
|        | Valldemar                | Castellet i la Gornal | nucli de població |         | 41° 13′ 47″ N, 1° 36′ 23″ E / 41.229759798056°N,1.6064638420381°E |           |                     | Modifica les dades a Wikidata |
|        | el Llac de Foix          | Castellet i la Gornal | nucli de població |         | 41° 15′ 22″ N, 1° 38′ 14″ E / 41.2561928497817°N,1.637188658096°E |           |                     | Modifica les dades a Wikidata |
|        | la Marina                | Castellet i la Gornal | nucli de població |         | 41° 15′ 36″ N, 1° 38′ 43″ E / 41.259946844317°N,1.6452138147696°E |           |                     | Modifica les dades a Wikidata |
|        | les Casetes de la Gornal | Castellet i la Gornal | nucli de població |         |                                                                   |           |                     | Modifica les dades a Wikidata |

## obra escultòrica
| imatge | Nom                  | Ubicat a              | instància de     | Detalls | coordenades                                                                                              | Protecció | Commons (més fotos) | Dades a WD                    |
| ------ | -------------------- | --------------------- | ---------------- | ------- | --- | --------- | ------------------- | ----------------------------- |
|        | Anell de Möebius     | Castellet i la Gornal | obra escultòrica | 2018    | 41° 15′ 55″ N, 1° 38′ 13″ E / 41.26532°N,1.63701°E ca:Darrera del castell de Castell. Nucli de Castellet |           |                     | Modifica les dades a Wikidata |
|        | Escultura Els Tótems | Castellet i la Gornal | obra escultòrica | 1974    | 41° 15′ 52″ N, 1° 38′ 10″ E / 41.26458°N,1.63614°E ca:Castell de Castell. Nucli de Castellet             |           |                     | Modifica les dades a Wikidata |
|        | La Dona Veremadora   | Castellet i la Gornal | obra escultòrica | 1996    | 41° 18′ 30″ N, 1° 36′ 17″ E / 41.30831°N,1.60476°E ca:Plaça del carrer Nou. Nucli de Sant Marçal         |           |                     | Modifica les dades a Wikidata |
|        | Traginers de fogot   | Castellet i la Gornal | obra escultòrica | 2018    | 41° 15′ 46″ N, 1° 38′ 00″ E / 41.26269°N,1.63342°E ca:Pujada de Castellet. Nucli de Castellet            |           |                     | Modifica les dades a Wikidata |

## pedrera
| imatge | Nom                                  | Ubicat a              | instància de | Detalls | coordenades                                                         | Protecció | Commons (més fotos) | Dades a WD                    |
| ------ | ------------------------------------ | --------------------- | ------------ | ------- | ------------------------------------------------------------------- | --------- | ------------------- | ----------------------------- |
|        | argilera del Repisó                  | Castellet i la Gornal | pedrera      |         | 41° 17′ 48″ N, 1° 38′ 08″ E / 41.2966004887981°N,1.63567893257244°E |           |                     | Modifica les dades a Wikidata |
|        | pedrera Minerals Micronitzats Urgell | Castellet i la Gornal | pedrera      |         | 41° 14′ 50″ N, 1° 36′ 39″ E / 41.2473461003045°N,1.610698557733°E   |           |                     | Modifica les dades a Wikidata |
|        | pedrera Omya Clariana                | Castellet i la Gornal | pedrera      |         | 41° 14′ 39″ N, 1° 36′ 10″ E / 41.2441954362692°N,1.6026739986948°E  |           |                     | Modifica les dades a Wikidata |
|        | pedrera Sibelco Minerales            | Castellet i la Gornal | pedrera      |         | 41° 14′ 13″ N, 1° 35′ 14″ E / 41.2370363163225°N,1.58732584195154°E |           |                     | Modifica les dades a Wikidata |

## pont
| imatge | Nom                  | Ubicat a              | instància de | Detalls                     | coordenades                                                                      | Protecció                   | Commons (més fotos)   | Dades a WD                    |
| ------ | -------------------- | --------------------- | ------------ | --------------------------- | -------------------------------------------------------------------------------- | --------------------------- | --------------------- | ----------------------------- |
|        | pont de Font d'Horta | Castellet i la Gornal | pont         |                             | 41° 15′ 28″ N, 1° 37′ 46″ E / 41.2577957377225°N,1.62956367485961°E              |                             |                       | Modifica les dades a Wikidata |
|        | pont de les Masuques | Castellet i la Gornal | pont         | Estil: arquitectura popular | 41° 17′ 17″ N, 1° 38′ 20″ E / 41.28805°N,1.639°E ca:A pocs metres de Sant Esteve | bé cultural d'interès local | Pont de les Massuques | Modifica les dades a Wikidata |

## pou
| imatge | Nom                                     | Ubicat a              | instància de                       | Detalls      | coordenades                                                                                     | Protecció | Commons (més fotos) | Dades a WD                    |
| ------ | --------------------------------------- | --------------------- | ---------------------------------- | ------------ | ----------------------------------------------------------------------------------------------- | --------- | ------------------- | ----------------------------- |
|        | Pou de la Muntanyeta                    | Castellet i la Gornal | pou element arquitectònic          |              | 41° 14′ 48″ N, 1° 34′ 39″ E / 41.24676°N,1.57741°E ca:Vinyes de la Muntanyeta. Sud de la Gornal |           |                     | Modifica les dades a Wikidata |
|        | Pou de la Pallisseta                    | Castellet i la Gornal | pou element arquitectònic          |              | 41° 14′ 57″ N, 1° 34′ 50″ E / 41.24925°N,1.58062°E ca:Fondo de la Pallisseta. Sud de la Gornal  |           |                     | Modifica les dades a Wikidata |
|        | Pou de la rectoria de Castellet         | Castellet i la Gornal | pou element arquitectònic          | 20th century | 41° 15′ 55″ N, 1° 38′ 13″ E / 41.26525°N,1.63708°E ca:Nucli de Castellet                        |           |                     | Modifica les dades a Wikidata |
|        | Pou de les vinyes de la Pallisseta      | Castellet i la Gornal | pou element arquitectònic          |              | 41° 14′ 55″ N, 1° 35′ 02″ E / 41.24863°N,1.58401°E ca:Fondo de la Pallisseta. Sud de la Gornal  |           |                     | Modifica les dades a Wikidata |
|        | Pou de vinya del fondo de la Pallisseta | Castellet i la Gornal | pou element arquitectònic          |              | 41° 15′ 02″ N, 1° 34′ 41″ E / 41.25068°N,1.5781°E ca:Fondo de la Pallisseta. Sud de la Gornal   |           |                     | Modifica les dades a Wikidata |
|        | Pou del Fondo del Lluc                  | Castellet i la Gornal | pou element arquitectònic          | 20th century | 41° 14′ 17″ N, 1° 35′ 59″ E / 41.23795°N,1.59967°E ca:Fondo del Lluc. Est de Rocallisa          |           |                     | Modifica les dades a Wikidata |
|        | Pou del camí de la Casa Murada          | Castellet i la Gornal | pou element arquitectònic          |              | 41° 14′ 57″ N, 1° 35′ 28″ E / 41.2492°N,1.59099°E ca:La Casa Murada. Sud de la Gornal           |           |                     | Modifica les dades a Wikidata |
|        | Pou del carrer de l’església            | Castellet i la Gornal | pou                                |              | 41° 15′ 14″ N, 1° 35′ 30″ E / 41.25396°N,1.59172°E ca:Carrer de l’església. Nucli de la Gornal  |           |                     | Modifica les dades a Wikidata |
|        | Pou del fondo de la Pallisseta          | Castellet i la Gornal | pou element arquitectònic          |              | 41° 15′ 04″ N, 1° 35′ 06″ E / 41.2512°N,1.58493°E ca:Fondo de la Pallisseta. Sud de la Gornal   |           |                     | Modifica les dades a Wikidata |
|        | pou i safareig Cal Ton Gran             | Castellet i la Gornal | pou element arquitectònic safareig |              | 41° 17′ 34″ N, 1° 36′ 04″ E / 41.29275°N,1.60101°E ca:Cal Ton Gran. Sud de Sant Marçal          |           |                     | Modifica les dades a Wikidata |

## rellotge de sol
| imatge | Nom                                | Ubicat a              | instància de    | Detalls      | coordenades                                                                               | Protecció | Commons (més fotos) | Dades a WD                    |
| ------ | ---------------------------------- | --------------------- | --------------- | ------------ | ----------------------------------------------------------------------------------------- | --------- | ------------------- | ----------------------------- |
|        | Rellotge de Sol de Cal Vermell     | Castellet i la Gornal | rellotge de sol |              | 41° 18′ 17″ N, 1° 37′ 28″ E / 41.30468°N,1.62458°E ca:Cal Vermell. Est de Sant Marçal     |           |                     | Modifica les dades a Wikidata |
|        | rellotge de sol Els Pous           | Castellet i la Gornal | rellotge de sol |              | 41° 18′ 19″ N, 1° 36′ 18″ E / 41.30535°N,1.60489°E ca:Els Pous. Sud de Sant Marçal        |           |                     | Modifica les dades a Wikidata |
|        | rellotge de sol de La Masieta Nova | Castellet i la Gornal | rellotge de sol |              | 41° 17′ 18″ N, 1° 36′ 23″ E / 41.28822°N,1.60648°E ca:La Masieta Nova. Sud de Sant Marçal |           |                     | Modifica les dades a Wikidata |
|        | rellotge de sol de Sansamison      | Castellet i la Gornal | rellotge de sol | 20th century | 41° 15′ 34″ N, 1° 37′ 34″ E / 41.25951°N,1.62616°E ca:Sansamison. Sud de Castellet        |           |                     | Modifica les dades a Wikidata |

## resclosa
| imatge | Nom                                       | Ubicat a              | instància de | Detalls      | coordenades                                                                                             | Protecció | Commons (més fotos) | Dades a WD                    |
| ------ | ----------------------------------------- | --------------------- | ------------ | ------------ | --- | --------- | ------------------- | ----------------------------- |
|        | Resclosa de Cal Cucurella                 | Castellet i la Gornal | resclosa     |              | 41° 14′ 37″ N, 1° 39′ 40″ E / 41.24352°N,1.66101°E ca:Riu Foix. Ermita de Lourdes. Sud-est de Castellet |           |                     | Modifica les dades a Wikidata |
|        | Resclosa del molí Nou i Vell de Castellet | Castellet i la Gornal | resclosa     |              | 41° 17′ 10″ N, 1° 38′ 29″ E / 41.28598°N,1.64131°E ca:Riu Foix. Sud de les Masuques                     |           |                     | Modifica les dades a Wikidata |
|        | Resclosa i rec del molí del Llopart       | Castellet i la Gornal | resclosa     | 19th century | 41° 17′ 52″ N, 1° 38′ 40″ E / 41.29766°N,1.6445°E ca:Riu Foix. Nord de les Masuques                     |           |                     | Modifica les dades a Wikidata |

## serra
| imatge | Nom                  | Ubicat a                                             | instància de | Detalls | coordenades                                                            | Protecció | Commons (més fotos) | Dades a WD                    |
| ------ | -------------------- | ---------------------------------------------------- | ------------ | ------- | ---------------------------------------------------------------------- | --------- | ------------------- | ----------------------------- |
|        | Muntanya de Sant Pau | Castellet i la Gornal                                | serra        |         | 41° 14′ 37″ N, 1° 38′ 34″ E / 41.24366667°N,1.64275°E 251.5 msnm       |           |                     | Modifica les dades a Wikidata |
|        | Serra Mala           | Castellet i la Gornal                                | serra        |         | 41° 16′ 12″ N, 1° 39′ 00″ E / 41.2699°N,1.64994°E 207.7 msnm           |           |                     | Modifica les dades a Wikidata |
|        | serra de Bonaire     | Castellet i la Gornal Vilanova i la Geltrú           | serra        |         | 41° 15′ 26″ N, 1° 40′ 26″ E / 41.25722222°N,1.67388611°E 301.8 msnm    |           | Serra de Bonaire    | Modifica les dades a Wikidata |
|        | serra del Teixidor   | Canyelles Castellet i la Gornal Vilanova i la Geltrú | serra        |         | 41° 16′ 17″ N, 1° 41′ 26″ E / 41.27151707745521°N,1.6905212402343752°E |           | Serra del Teixidor  | Modifica les dades a Wikidata |

## sínia
| imatge | Nom                            | Ubicat a              | instància de                | Detalls      | coordenades                                                                                               | Protecció | Commons (més fotos) | Dades a WD                    |
| ------ | ------------------------------ | --------------------- | --------------------------- | ------------ | --- | --------- | ------------------- | ----------------------------- |
|        | Sínia de Cal Joanet            | Castellet i la Gornal | sínia element arquitectònic | 19th century | 41° 18′ 21″ N, 1° 36′ 13″ E / 41.30577°N,1.6035°E ca:Cal Joanet. Sud de Sant Marçal                       |           |                     | Modifica les dades a Wikidata |
|        | Sínia de Cal Riera             | Castellet i la Gornal | sínia element arquitectònic |              | 41° 18′ 19″ N, 1° 37′ 44″ E / 41.30522°N,1.62887°E ca:Vinyes de Cal Riera. Oest de Montanyans             |           |                     | Modifica les dades a Wikidata |
|        | Sínia de Sant Marçal           | Castellet i la Gornal | sínia element arquitectònic |              | 41° 18′ 37″ N, 1° 36′ 17″ E / 41.31037°N,1.60469°E ca:Camps de conreu de Sant Marçal. Nord de Sant Marçal |           |                     | Modifica les dades a Wikidata |
|        | Sínia de la Vinya de Vins Fons | Castellet i la Gornal | sínia element arquitectònic |              | 41° 18′ 22″ N, 1° 38′ 15″ E / 41.30609°N,1.63742°E ca:Vinya dels Vins Fons. Est de Muntanyans             |           |                     | Modifica les dades a Wikidata |

## Misc
| imatge | Nom                                        | Ubicat a                                           | instància de                                   | Detalls                                                  | coordenades                                                                                              | Protecció                                  | Commons (més fotos)                | Dades a WD                    |
| ------ | ------------------------------------------ | -------------------------------------------------- | ---------------------------------------------- | -------------------------------------------------------- | --- | ------------------------------------------ | ---------------------------------- | ----------------------------- |
|        | Antiga palanca sobre el riu Foix           | Castellet i la Gornal                              | palanca                                        | Estil: arquitectura popular Travessa: Foix Estat: ruïnós | 41° 14′ 35″ N, 1° 39′ 38″ E / 41.24319°N,1.660542°E ca:Riu Foix. Ermita de Lourdes. Sud-est de Castellet | bé integrant del patrimoni cultural català |                                    | Modifica les dades a Wikidata |
|        | Conjunt medieval de Castellet              | Castellet i la Gornal                              | conjunt urbà                                   |                                                          | 41° 15′ 51″ N, 1° 38′ 07″ E / 41.26424026489258°N,1.635377049446106°E ca:Castellet                       |                                            |                                    | Modifica les dades a Wikidata |
|        | Granja del Tort                            | Castellet i la Gornal                              | granja                                         |                                                          | 41° 14′ 56″ N, 1° 36′ 46″ E / 41.248883004809°N,1.61265912921677°E                                       |                                            |                                    | Modifica les dades a Wikidata |
|        | Gual de Cal Raventós                       | Castellet i la Gornal                              |                                                | 20th century                                             | 41° 17′ 14″ N, 1° 38′ 29″ E / 41.28725°N,1.64149°E ca:Riu Foix. Sud de les Masuques                      |                                            |                                    | Modifica les dades a Wikidata |
|        | Molí de vent de la Casa Murada             | Castellet i la Gornal                              | molí de vent                                   | 20th century                                             | 41° 15′ 04″ N, 1° 35′ 10″ E / 41.25115°N,1.58622°E ca:Fondo de la Palliseta. Sud de la Gornal            |                                            |                                    | Modifica les dades a Wikidata |
|        | Parc del Foix                              | Castellet i la Gornal Santa Margarida i els Monjos | àrea protegida espai d'interès natural         | Superfície: 2900ha                                       | 41° 15′ 35″ N, 1° 38′ 39″ E / 41.259742°N,1.644172°E                                                     |                                            | Parc del Foix                      | Modifica les dades a Wikidata |
|        | Pla de les Palmeres                        | Castellet i la Gornal Vilanova i la Geltrú         | indret                                         |                                                          | 41° 15′ 53″ N, 1° 40′ 29″ E / 41.2647°N,1.67486°E 300 msnm                                               |                                            |                                    | Modifica les dades a Wikidata |
|        | Polígon industrial Les Planes              | Castellet i la Gornal                              | polígon industrial                             |                                                          | 41° 15′ 13″ N, 1° 34′ 53″ E / 41.2536171981511°N,1.58131106339804°E                                      |                                            |                                    | Modifica les dades a Wikidata |
|        | Pèlag del Pont de Pedra                    | Castellet i la Gornal                              | gorg                                           |                                                          | 41° 16′ 42″ N, 1° 38′ 18″ E / 41.27845°N,1.63828°E ca:Pèlag del Solei. Oest de Torrelletes               |                                            |                                    | Modifica les dades a Wikidata |
|        | casa consistorial de Castellet i la Gornal | Castellet i la Gornal                              | casa consistorial                              |                                                          | 41° 15′ 12″ N, 1° 35′ 26″ E / 41.253455410614194°N,1.5906638324437994°E                                  |                                            | Town hall of Castellet i la Gornal | Modifica les dades a Wikidata |
|        | les Tortes                                 | Castellet i la Gornal                              | vèrtex geodèsic                                | Alt: 1.2m                                                | 41° 14′ 29″ N, 1° 38′ 03″ E / 41.241378°N,1.634237°E 251.716 msnm                                        |                                            |                                    | Modifica les dades a Wikidata |
|        | pantà de Foix                              | Castellet i la Gornal                              | embassament                                    | Superfície: 68ha Volum: 3.74hm³ Conca: 290km²            | 41° 15′ 20″ N, 1° 39′ 04″ E / 41.2556°N,1.65116°E ca:Castellet i la Gornal 102 msnm                      |                                            | Pantà de Foix                      | Modifica les dades a Wikidata |
|        | porta del carrer de l’Església             | Castellet i la Gornal                              | porta                                          | 1801                                                     | 41° 15′ 14″ N, 1° 35′ 30″ E / 41.25399°N,1.59158°E ca:Carrer de l’església. Nucli de la Gornal           |                                            |                                    | Modifica les dades a Wikidata |
|        | presa de Foix                              | Castellet i la Gornal                              | presa d'arc-gravetat Ús: regadiu aigua potable | Alt: 38m Volum: 59000m³                                  | 41° 15′ 23″ N, 1° 38′ 59″ E / 41.256284°N,1.64972°E 64 msnm                                              |                                            | Pantà de Foix                      | Modifica les dades a Wikidata |
|        | safareig de Ca l’Arnan                     | Castellet i la Gornal                              | safareig                                       | 20th century                                             | 41° 17′ 36″ N, 1° 36′ 05″ E / 41.29336°N,1.60142°E ca:Ca l’Arnan. Sud de Sant Marçal                     |                                            |                                    | Modifica les dades a Wikidata |